# 公示地価
公示地価（こうじちか）とは、法令に基づき国家機関等により定期的に評価されている公的地価のうち、個別の地点、適正な価格が一般に公表されているもので、日本では地価公示法の公示価格を指す。

## 概要
日本「独特」の公示地価制度は、土地の財としての性質の特殊性、それに関連して現実の取引において情報の非対称性（取引当事者の持つ情報の格差）等を含む特殊な取引事情が見られることに深く関連している。日本の場合、プライバシーや守秘義務に関する懸念、現実の取引価格の正常性への懸念（適正な価格を形成する市場を持つことの困難さ）等から、土地の取引価格情報の公開が進まず、鑑定評価の手法により求められた適正な価格を公示して指標とするという制度が整備された歴史がある。日本不動産鑑定協会は、本制度を「世界でも珍しく、これこそ我国独特の文化と言えましょう」としている。
- 土地の財としての性質

1. ↑  
特に、個別性と用途の多様性が挙げられる。また、日本の法令では、土地と建物が別個の不動産（財）と位置づけられ、土地とその上の建物を一体で取引する場合でも、消費税等課税の必要から土地建物の内訳価格が契約書上表示されることが多いことも、背景に挙げられる。

- 他国における情報公開

1. ↑  登記の際に取引価格を登記事項にするなどして、不動産取引価格の情報を確保し、公開している国等もある（イギリス、フランス、オーストラリア、香港、シンガポール等）

## 地価公示法の公示地価
本項目では、地価公示法の公示地価の歴史、社会的位置づけを中心に記載するものとする。
「一般の土地の取引価格に対して指標を与えるとともに、公共事業用地の取得価格（補償金）算定の規準となり、また国土利用計画法に基づく土地取引の規制における土地価格算定の規準となる等により、適正な地価の形成に寄与することを目的として、土地鑑定委員会が、毎年1回、標準的な土地についての正常な価格を一般の方々にお示しするもの」と位置づけられている。公的地価には課税を目的とするものが多く見られるが、日本の公示地価は、直接的には課税を目的とするものではない。
公示する価格は、標準的な土地の更地としての「正常な価格」であり、単価（円/平方メートル）で表示される。
対象とされているのは、都市計画区域その他の土地取引が相当程度見込まれるものとして国土交通省令で定める区域

基準時点は、1月1日である。
鑑定評価をもとに評価、決定され、例年3月下旬頃公示される。
財団法人土地総合研究所は、例年4月頃に、国土交通省側から講師を招いて行なっている講演会の記録を公開している。

### 歴史
日本における20世紀後半の地価高騰として、最初に、1960年前後のものが挙げられる。この地価高騰を背景とした、公共用地の取得費の増大、投機的な土地取引等による国民経済、国民生活への影響が重大な問題となった。そこで、合理的な土地価格の形成を可能とするために、1963年に不動産の鑑定評価に関する法律が制定されるなど、前提となる不動産鑑定評価制度の定着を待って、1969年制定の地価公示法に基づき1970年から地価公示が行われている。
その次の特筆される1970年代の地価高騰に伴う混乱を契機に、国土利用計画法（1974年制定）に都道府県地価調査が定められ、地価公示との相互の連携も進められた。1990年代（バブル景気）の地価高騰に伴う混乱の間には、土地基本法制定もあり、評価手法である鑑定評価にも変化があった。
上記バブル崩壊以降、日本においても取引価格情報整備の必要性を訴える意見が高まった。また、インターネットの普及も進んだ。こうして、国土交通省のページでも、「土地総合情報ライブラリー」において、公示地価も、基準地標準価格とともに、取引価格情報と一元的に掲載され、ともに合理的な土地取引市場の形成に関する役割を担うことが示されていた。また、公示地価を含むこれらの情報は、伝統的な政策課題である合理的な市場形成とともに、情報を公表することにより「土地市場に対する不安感を軽減」して特に一般の市場参加者の参入を促して市場活性化に寄与するという目標も明確となっている。
所管官庁は、建設省から、1974年の国土庁発足に伴う同庁への移管、2001年の国土交通省（国交省）発足に伴う同省へ（2009年6月現在、部署は、土地・水資源局地価調査課）の移管を経ている（『宅地建物取引の知識』）。
2024年4月以降、これまで「土地総合情報システム」「土地総合情報ライブラリー」で公開されていた地価公示、都道府県地価調査、不動産取引価格情報が「不動産情報ライブラリ」で公開されることとなった。

## 日本社会での位置づけ
全国紙の多くは、公示地価発表の翌日頃の日付の新聞社説で公示地価について論じることが多く見られる（基準地標準価格発表に際してはそのようなことは見られない）。
こうしたことの背景には、経済・社会動向を含む価格形成要因の影響下にある地価の動向が重要な経済指標の一つである一方、土地を含む不動産の価格が不動産の価格形成要因である経済・社会動向にも影響を及ぼす（「価格の二面性」）、ということがある。
不動産関連の業界では、例えば不動産協会が、公示地価、基準地標準価格等の発表の都度、理事長コメントを出しているが、そこでは、公示内容に現れている地価の変動状況から始め、経済全般への影響、不動産市場の状況等に言及して、政策要望に続けるという内容を続けている（2010年現在）。
上記のとおり、歴史的に見て、不動産鑑定評価は公示地価と一体性がある。2009年現在も、日本不動産鑑定協会（2012年4月1日付で公益社団法人日本不動産鑑定士協会連合会へ移行）は、不動産鑑定士の活動分野について、「地価公示や地価調査の制度をはじめとして」としている。 
日本不動産鑑定協会は、「最近マスコミ等で地価公示価格について種々な意見が寄せられています」と認めている。制度に関する個々の議論は百科事典の範疇から外れるため、ここでは、新聞の社説で特徴的なものを1つ挙げる。
- 2004年3月23日付毎日新聞「地価公示・何のために誰のために」[8]

「（土地が）値下がりしている時代に（中略）更地には価値がない」「どうやって地方都市の地価が鑑定（評価）されているかは（取材範囲外で）謎だ」「金融技術を利用した不動産投資が活性化している。地価公示は、（中略）廃止するかの岐路に立たされている」

## 日本における公的地価
公示地価の他に次のものがある。これらの価格を地図上で対照させることもできるものとして、全国的かつ公的なものとしては全国地価マップがある。

### 基準地標準価格
基準地標準価格は、国土利用計画法に基づくもので、価格の基準時点は、毎年7月1日である。
公表する価格、評価手法等は、次のとおりである。
国土利用計画法に定められている取引に際しての届出等の価格審査の基準を目的とし、直接的には課税を目的とするものではない。「基準地価」「都道府県調査地価」等とも呼ばれ、公示地価と評価、公表の内容、手順等の類似性が高い。「都道府県地価調査は、地価公示とあわせて一般の土地取引の指標ともなっている」とされている（国交省）。
都道府県知事が、自然的及び社会的条件からみて類似の利用価値を有すると認められる地域において、土地の利用状況、環境等が通常と認められる画地を選定し、その選定された画地（基準地）について、毎年1回、1人以上の不動産鑑定士の鑑定評価を求め、その結果を審査し、必要な調整を行って、一定の基準日における当該画地の単位面積当たりの標準価格（公示地価と同様に更地としての正常価格）を判定する。この基準地には、公示地価の標準地と共通のものもあり、公示地価とあわせて半年ごとの地価変動情報を得られる場合もある。
23,024地点（2009年）都市計画区域内が原則とはされず、林地も相当数含まれることも公示地価と異なる。
都道府県知事が標準価格を判定するに当たっては、その標準価格に係る基準地が地価公示法の公示区域内に所在する土地であるときは公示価格を規準とし、その標準価格に係る基準地が当該公示区域内に所在する森林の土地であり又は当該公示区域外に所在するときは、近傍類地の取引価格から算定される推定の価格、近傍類地の地代等から算定される推定の価格及び同等の効用を有する土地の造成に要する推定の費用の額を勘案して行うものとされている。
公表時期は、例年9月中～下旬である。

### その他の公的地価
- 相続税路線価（相続税法）

毎年7月1日を基準日としている。相続税にかかる課税標準額を求めるためのものである。国税庁から基本的に路線価の形で公示される。
- 固定資産税評価額（地方税法）

3年に1回の1月1日を基準日としている。個々の土地につき、市町村等が固定資産税の課税標準額を求めるための評価額を決めるものである。公開されている情報に、路線価、標準宅地価格がある。